# Wijken en buurten in Amstelveen
De Nederlandse gemeente Amstelveen is voor statistische doeleinden onderverdeeld in wijken en buurten. De gemeente is verdeeld in de volgende statistische wijken:
- Wijk 00 Amstelveen (CBS-wijkcode:036200)

Een statistische wijk kan bestaan uit meerdere buurten. Onderstaande tabel geeft de buurtindeling met kentallen volgens het Centraal Bureau voor de Statistiek (2008):
| CBS-buurtcode | Buurtnaam                   | Inwonertal | Opp. totaal (ha) | Opp. land (ha) | Ligging                |
| ------------- | --------------------------- | ---------- | ---------------- | -------------- | ---------------------- |
| BU03620001    | Randwijck                   | 5270       | 82               | 80             | Locatie in de gemeente |
| BU03620002    | Patrimonium                 | 3010       | 102              | 96             | Locatie in de gemeente |
| BU03620003    | Elsrijk-West                | 4540       | 72               | 72             | Locatie in de gemeente |
| BU03620004    | Elsrijk-Oost                | 4700       | 77               | 77             | Locatie in de gemeente |
| BU03620005    | Stadshart                   | 3680       | 70               | 70             | Locatie in de gemeente |
| BU03620006    | Uilenstede en Kronenburg    | 3560       | 51               | 48             | Locatie in de gemeente |
| BU03620007    | Kostverloren                | 4350       | 78               | 77             | Locatie in de gemeente |
| BU03620008    | Bankras                     | 4680       | 87               | 87             | Locatie in de gemeente |
| BU03620009    | Buitengebied-Noord          | 760        | 436              | 405            | Locatie in de gemeente |
| BU03620010    | Oude Dorp en Bovenkerk-Dorp | 2310       | 96               | 93             | Locatie in de gemeente |
| BU03620011    | Keizer Karelpark-West       | 5180       | 134              | 133            | Locatie in de gemeente |
| BU03620012    | Keizer Karelpark-Oost       | 4880       | 124              | 124            | Locatie in de gemeente |
| BU03620013    | Groenelaan                  | 6460       | 139              | 133            | Locatie in de gemeente |
| BU03620014    | Waardhuizen                 | 6340       | 91               | 90             | Locatie in de gemeente |
| BU03620015    | Middenhoven                 | 7360       | 116              | 116            | Locatie in de gemeente |
| BU03620016    | Bovenkerk en Legmeer        | 100        | 62               | 61             | Locatie in de gemeente |
| BU03620017    | Westwijk-Oost               | 6620       | 141              | 139            | Locatie in de gemeente |
| BU03620018    | Westwijk-West               | 3770       | 101              | 100            | Locatie in de gemeente |
| BU03620019    | Buitengebied-Zuid           | 1320       | 1544             | 1498           | Locatie in de gemeente |
| BU03620020    | Amsterdamse Bos             | 100        | 804              | 652            | Locatie in de gemeente |